# God Is an Astronaut
God Is an Astronaut is een Ierse instrumentale postrockband uit Glen of the Downs, County Wicklow.

## Geschiedenis
De band is begonnen in 2002 door de tweeling Niels en Torsten Kinsella, die de naam van de band haalden uit een quote in de film Nightbreed. Het debuutalbum van God Is an Astronaut genaamd The End of the Beginning kwam uit in 2002, en was bedoeld als een afscheid van de muziekindustrie. Twee muziekvideo's voor de singles The End of the Beginning en From Dust to the Beyond werden vertoond op MTV.
God Is an Astronaut beschouwt elk van hun albums als een geluidsimpressie van wie ze op dat moment zijn. Midden 2006 werd er een deal gesloten met het Engelse platenlabel Rocket Girl, waarop de EP A Moment of Stillness en een tweede album All Is Violent, All Is Bright uitkwamen.
Hun derde album Far from Refuge kwam uit in april 2007 via het label Revive Records en als download via de eigen website. Het vierde gelijknamige album God Is an Astronaut werd uitgebracht op 7 november 2008.
Begin 2010 kwam een single uit genaamd In the Distance Fading van hun vijfde album, genaamd Age of the Fifth Sun, die later op 17 mei 2010 uitkwam. Vanaf dat moment breidde de band uit naar een viermans bezetting met keyboardspeler/gitarist Jamie Dean. De band kreeg overweldigende reacties op hun concerten vanwege de explosieve energie met deze nieuwe bezetting.
Het zesde album Origins werd uitgebracht in 2013. Sindsdien treedt de band regelmatig op in landen als China, Rusland, Brazilië en meerdere landen in Europa.
In 2015 volgde Helios | Erebus. In 2017 verliet Jamie Dean de band. Robbie Muntz versterkt sindsdien de band bij optredens, waarbij hij op gitaar en toetsenbord te horen is.
In april 2018 verscheen het album Epitaph.
In februari 2021 verscheen het negende studioalbum Ghost Tapes #10.

## Liveoptredens

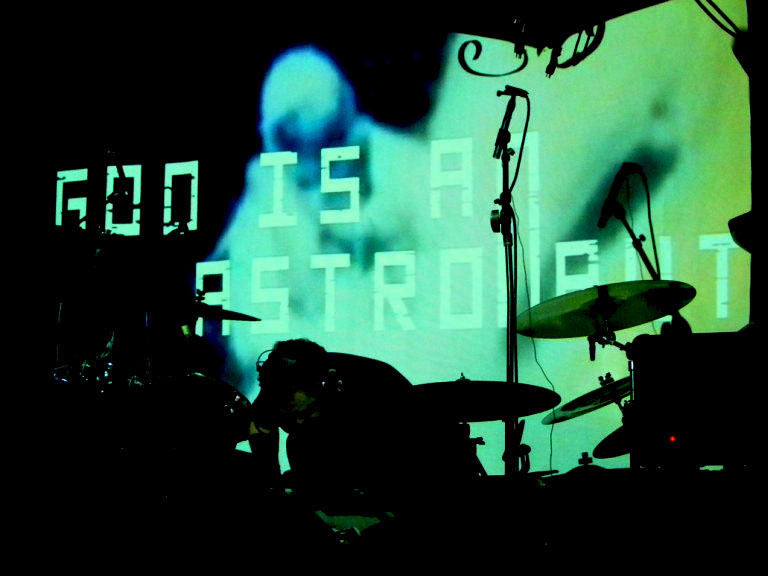
Liveoptreden

God Is an Astronaut trad op bij het Eurosonic Festival in 2012 toen Ierland het focusland was. Bij de liveoptredens worden op de achtergrond geprojecteerde beelden gebruikt, in combinatie met geprogrammeerde lichteffecten, om, zoals de band het noemt, een volledige audiovisuele show te presenteren. Elk nummer wordt begeleid door zijn eigen videoclip.

## Bandleden
Huidige leden
- Torsten Kinsella - zang, gitaar, keyboard (2002-heden)
- Niels Kinsella - bas, gitaar, visuals (2002-heden)
- Lloyd Hanney - drums (2003-heden)

Voormalige leden
- Michael Fenton - drums (2011)
- Gazz Carr - gitaar (2012–2013, 2019)
- Robert Murphy – keyboards, synthesizer, guitar (2017–2019)
- Jame Dean - keyboard, synthesizer (2010-2017, 2020-2022)

## Discografie
- The End of the Beginning (2002)
- All Is Violent, All Is Bright (2005)
- A Moment Of Stillness (2006)
- Far from Refuge (2007)
- God Is an Astronaut (2008)
- Age of the Fifth Sun (2010)
- Origins (2013)
- Helios | Erebus (2015)
- Epitaph (2018)
- Ghost Tapes #10 (2021)
- Somnia (2022)
- Embers (2024)